# Fu Lei
Fu Lei (Fou Lei ou Fou Lai ; 傅雷, prénom social Nu'an 怒安, pseudonyme Nu'an 怒庵), né le 7 avril 1908 près de Shanghai, dans le district de Nanhui, Jiangsu, Empire Qing et mort le 3 septembre 1966  à Shanghai est un traducteur et critique d'art chinois.  

## Biographie
Élevé par sa mère, il fait des études littéraires et artistiques en France de 1928 à 1931.  De retour en Chine il enseigne à Shanghai et se consacre au journalisme et à la critique artistique avant de se tourner vers la traduction.
Ses traductions de textes français en chinois sont hautement estimées. Elles comprennent des œuvres de Voltaire, Balzac et Romain Rolland. Il construit un style personnel, le « style Fu Lei », et élabore sa propre théorie de la traduction. 
Étiqueté homme de droite depuis 1957, il reste actif jusqu'en 1966, mais, au début de la Révolution culturelle, se suicide avec sa femme Zhu Meifu par pendaison. Ses lettres familiales adressées à son fils Fou Ts'ong, pianiste de renommée mondiale, ont été publiées à titre posthume.
Fu Lei a été officiellement réhabilité en 1979 par l'Association des écrivains de Chine. Ses cendres ont été rapatriées au cimetière des martyrs de la Révolution de Shanghai.
La vie et l'œuvre de Fu Lei est le sujet d'une biographie de Mingyuan Hu, Fou Lei: An Insistence on Truth, publiée en 2017 et traduite en français en 2025.

## Mémoire
En 2009, le Prix Fu Lei, est créé par l’Ambassade de France en Chine, afin de récompenser le travail de traducteurs et d'éditeurs d'ouvrages francophones en langue chinoise.

## Œuvres
Une liste non exhaustive des traductions du français au chinois de Fu Lei, ainsi que de ses travaux originaux de critique d'art est donnée ci-dessous, par ordre chronologique.
- 1932 : Rodin L'Art de Paul Gsell
- 1933 : Charlot de Soupault
- 1934 : 20 leçons sur les chefs-d'œuvre de l'art dans le monde, essai de Fu Lei
- 1934 : Vie de Tolstoi de Romain Rolland
- 1934 : Vie de Michel-Ange de Rolland
- 1935 : Voltaire  d'André Maurois
- 1942 : Vie de Beethoven de Romain Rolland
- 1949 : Eugénie Grandet d'Honoré de Balzac
- 1950 : Le Père Goriot de Balzac
- 1953 : Colomba de Prosper Mérimée
- 1953 : Jean-Christophe de Romain Rolland
- 1955 : Candide de Voltaire
- 1956 : Zadig de Voltaire
- 1963 : Philosophie de l'art de Taine